# Bitrate
Die Bitrate ist eine Datenübertragungsrate und bezeichnet die Ausgabemenge von Informationseinheiten bei digitalen Multimediaformaten im Verhältnis einer Datenmenge zu einer Zeitspanne, typischerweise gemessen in Bit pro Sekunde, abgekürzt als Bit/s oder (angelsächsisch) bps. Mit fortschreitender Technik sind je nach Themengebiet immer mehr Vielfache wie bei großen Dezimalzahlen üblich, angefangen bei kbit/s oder kbps (1000 oder 103 Bit/s), weiter mit Mbit/s (1 000 000 oder 106 Bit/s) und Gbit/s (1 000 000 000 oder 109 Bit/s). Oft handelt es sich hier um unpräzise Angaben anstelle der für Binärzahlen korrekten Binärpräfixe Kibit/s (1024 oder 210 Bit/s), Mibit/s (1.049e6 oder 220 Bit/s) und Gibit/s (1.074e9 oder 230 Bit/s).
Die Bitrate bei der Audio- und Videokompression kann entweder konstant sein (konstante Bitrate, CBR) oder variabel (variable Bitrate, VBR). Bei VBR wird die Bitrate dynamisch an die zu kodierenden Daten angepasst. So wird zum Beispiel bei der MPEG-Videokompression bei ruhigen Szenen die Videobitrate reduziert, während sie bei aktionsreichen Szenen angehoben wird. Das erlaubt eine optimale Nutzung des Speicherplatzes und eine höhere Bildqualität, als sie mit CBR bei selbem Speicherbedarf erreichbar wäre.

## Konstante Bitrate
Konstante Bitrate (constant bit rate, CBR, bei ITU-T auch deterministic bit rate, DBR) ist eine Kompressionsmethode, um Audio- und Videodaten mit einer konstanten Datenrate zu übertragen oder zu speichern, unabhängig von der Komplexität des Signals. Pro Zeitspanne wird stets die gleiche Datenmenge erzeugt. Konstante Bitraten findet man häufig bei Multimedia-Streams, da die Übertragungskapazitäten begrenzt sind und durch CBR die hier maximal mögliche Qualität erzielt wird. Allerdings wird bei CBR auch Übertragungsvolumen „verschenkt“, wenn nämlich die tatsächliche Bitrate höher ist als die zur vollständigen Rekonstruktion nötige. Das tritt oft bei Videos in ruhigen Szenen und bei Audio in leisen Passagen auf. Ein extremes Beispiel für diese Verschwendung ist die Kodierung von Stille vor versteckten Titeln (Hidden Tracks) in konstanter Bitrate (natürlich so hoch gewählt, dass sie auch die Musik in annehmbarer Qualität kodieren könnte).

### Anwendungen
- Ein Beispiel für ein Verfahren, das mit CBR arbeitet, ist Video-CD.
- CBR ist eine Dienstgüteklasse bei der Übertragungstechnik Asynchronous Transfer Mode.

## Variable Bitrate

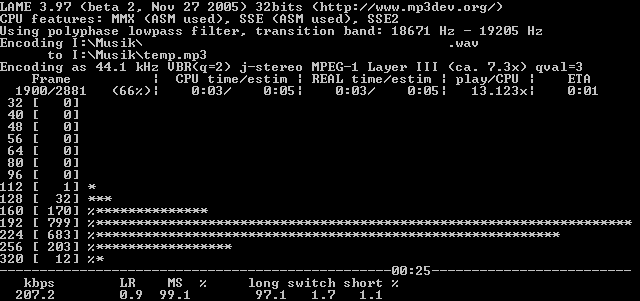
LAME-MP3-Encodierung: Gut zu erkennen ist der Anteil zugeteilter Bitraten im Lied in Form einer Gauß-Kurve.

Das Gegenstück zur konstanten Bitrate ist die variable Bitrate (variable bit rate, VBR, bei ITU-T auch statistical bit rate, SBR), die ebenfalls eine Kompressionsmethode darstellt und Audio- und Videodaten mit gleichbleibender Qualität erzeugt. Diese ist für die Archivierung üblicherweise zu bevorzugen. Auch beim Streaming kann eine variable Bitrate gewählt werden. Um die begrenzten Übertragungskapazitäten nicht zu überlasten, bieten moderne Codecs wie Vorbis die Möglichkeit, eine maximale Bitrate festzulegen. Vorteilhaft ist dabei die Einsparung von kostbarem Übertragungsvolumen dort, wo es möglich bzw. sinnvoll ist. Selbst kurze Sprünge in der Bitrate über die Übertragungskapazität hinaus sind aufgrund von Pufferung verkraftbar. Das Verfahren hat sich in den meisten Bereichen durchgesetzt, da es eine höhere Qualität bei insgesamt geringerem Speicherplatzverbrauch bietet als die Kompression mit einer konstanten Bitrate.

### Technischer Hintergrund
Im Gegensatz zur Kodierung mit konstanter Bitrate werden hier, je nach Komplexität des zugrundeliegenden Materials, einzelne Zeitabschnitte unterschiedlich stark komprimiert, um gleichbleibende Qualität bei möglichst niedrigem Datenvolumen erzielen zu können.
Die Schwierigkeit des Verfahrens besteht darin, automatisiert die Passagen zu finden, die höhere Aufmerksamkeit erfordern, ihnen ein großzügigeres Datenvolumen zuzugestehen, ohne jedoch zu freizügig Ressourcen zu verschwenden. VBR hatte deshalb jahrelang den Ruf, unvorhersagbare Qualität zu liefern, gilt jedoch heute als ausgereift und wird mittlerweile gegenüber CBR bevorzugt.
Vor dem Kodieren lässt sich nicht bestimmen, wie groß die erzeugte Datei wird, da die Dateigröße direkt von der Komplexität der Daten abhängt. VBR-Kodierung eignet sich also nicht dazu, eine bestimmte Dateigröße zu erzielen. In diesem Fall ist eine Kodierung mit durchschnittlicher Bitrate (ABR, siehe unten) vorzuziehen.

### Anwendungen
Bei der Audiokompression bieten alle gängigen Codecs/Verfahren (MP3, Ogg Vorbis etc.) VBR an. Ähnliche Verfahren finden sich bei der Kompression von Bilddateien und Videos. Wo JPEG das gesamte Bild noch „konstant“ stark komprimiert, arbeitet JPEG 2000 gezielter („variabel“), indem es das Bild erst aufteilt, und die verschiedenen Bereiche unterschiedlich stark komprimiert, wenn nötig sogar verlustfrei speichert. Auch MPEG4 zeichnet sich durch dieses Merkmal der angepassten, variablen Kompression aus.
Bei verlustfreien Kompressionsverfahren ist eine variable Bitrate obligatorisch, da bei Wahl einer konstanten Bitrate diese so hoch wie die der Quelle gewählt werden müsste, um alle möglichen Muster kodieren zu können. In diesem Fall findet aber keine Kompression mehr statt.

## Durchschnittliche Bitrate
Die durchschnittliche Bitrate (average bit rate, ABR) ist eine Kompressionsmethode, die das Quellmaterial nicht mit einer konstanten, sondern einer variablen Bitrate kodiert, um so den zur Verfügung stehenden Speicherplatz effizienter nutzen und damit die Qualität steigern zu können. Um die gewünschte durchschnittliche Bitrate möglichst exakt zu erreichen, bieten manche Codecs einen Kompressionsvorgang mit zwei Durchläufen an. Dabei wird zunächst das Material analysiert und erst im zweiten Durchlauf kodiert.
Sie ist eng verwandt mit der variablen Bitrate, orientiert sich im Gegensatz zu dieser aber an einer vorgegebenen Bitrate, um so die resultierende Datengröße besser berechnen zu können. Die Abweichungstoleranz kann dabei genau definiert werden.